# Puchar Interkontynentalny w Lekkoatletyce 2018 – bieg na 3000 m mężczyzn
Bieg na 3000 metrów mężczyzn – jedna z konkurencji biegowych rozgrywana w ramach lekkoatletycznyego pucharu interkontynentalnego na Stadionie miejskim w Ostrawie-Witkowicach.

## Terminarz
Źródło: worldathletics.org.
| Data       | Godzina |
| ---------- | ------- |
| 9 września | 17:15   |

## Rekordy
Tabela prezentuje rekord świata, rekord pucharu interkontynentalnego, rekordy kontynentów oraz najlepszy wynik na listach światowych w sezonie 2018 przed rozpoczęciem mistrzostw.
|                                     | Zawodnik          | Wynik   | Miejsce     | Data                  |
| ----------------------------------- | ----------------- | ------- | ----------- | --------------------- |
| Rekord świata                       | Daniel Komen      | 7:20,67 | Rieti       | 1 września 1996(dts)  |
| Listy światowe                      | Yomif Kejelcha    | 7:28,00 | Göteborg    | 18 sierpnia 2018(dts) |
| Rekord pucharu interkontynentalnego | Craig Mottram     | 7:32,19 | Ateny       | 17 września 2006(dts) |
| Rekord Afryki                       | Daniel Komen      | 7:20,67 | Rieti       | 1 września 1996(dts)  |
| Rekord Azji                         | Gamal Belal Salem | 7:30,76 | Doha        | 13 maja 2005(dts)     |
| Rekord Ameryki Północnej            | Bernard Lagat     | 7:29,00 | Rieti       | 29 sierpnia 2010(dts) |
| Rekord Ameryki Południowej          | Hudson de Souza   | 7:39,70 | Lozanna     | 2 lipca 2002(dts)     |
| Rekord Europy                       | Mohammed Mourhit  | 7:26,62 | Fontvieille | 25 sierpnia 2000(dts) |
| Rekord Australii i Oceanii          | Craig Mottram     | 7:32,19 | Ateny       | 17 września 2006(dts) |

## Rezultaty
Źródło: worldathletics.org.
| Pozycja | Zawodnik            | Drużyna        | Czas    | Punkty | Uwagi |
| ------- | ------------------- | -------------- | ------- | ------ | ----- |
| 1.      | Paul Chelimo        | Ameryka        | 7:57,13 | 8      |       |
| 2.      | Mohammed Ahmed      | Ameryka        | 7:57,99 | 7      |       |
| 3.      | Henrik Ingebrigtsen | Europa         | 7:58,85 | 6      |       |
| 4.      | Stewart McSweyn     | Azja i Oceania | 8:02,01 | 5      |       |
| 5.      | Edward Zakayo       | Afryka         | DNF     | 4      | ELI4  |
| 6.      | Marc Scott          | Europa         | DNF     | 3      | ELI3  |
| 7.      | Getaneh Molla       | Afryka         | DNF     | 2      | ELI2  |
| 8.      | Birhanu Balew       | Azja i Oceania | DNF     | 1      | ELI1  |

## Klasyfikacja drużynowa
Źródło:
| Miejsce | Drużyna        | Punkty indywidualne | Punkty drużynowe          |
| ------- | -------------- | ------------------- | ------------------------- |
| 1.      | Ameryka        | 15                  | 8                         |
| 2.      | Europa         | 9                   | 6                         |
| 3.      | Azja i Oceania | 6                   | 3                         |
| 3.      | Afryka         | 6                   | 3 (niewykorzystany joker) |